# Moussa Djenepo
Moussa Djenepo, född 15 juni 1998, är en malisk fotbollsspelare som spelar för belgiska Standard Liège. Han representerar även det maliska landslaget.

## Klubbkarriär
Den 1 juli 2019 värvades Djenepo till Southampton. Han debuterade i Premier League den 17 augusti 2019 i en match mot Liverpool, där han blev inbytt i den 77:e minuten mot Ryan Bertrand.
Den 5 september 2023 blev Djenepo klar för en återkomst i Standard Liège, där han skrev på ett treårskontrakt.

## Landslagskarriär
Den 6 oktober 2017 debuterade Djenepo för det maliska landslaget i en mållös match mot Elfenbenskusten.